# Çarçovë
Çarçovë is een plaats en voormalige gemeente in de stad (bashkia) Përmet in de prefectuur Gjirokastër in Albanië. Sinds de gemeentelijke herindeling van 2015 doet Çarçovë dienst als deelgemeente en is het een bestuurseenheid zonder verdere bestuurlijke bevoegdheden. De plaats telde bij de census van 2011 918 inwoners.

## Bevolking
In de volkstelling van 2011 telde de (voormalige) gemeente Çarçovë 918 inwoners, een daling vergeleken met 1.577 inwoners op 1 april 2001. De bevolking bestond voor het merendeel uit etnische Albanezen (611 personen; 66,56%), gevolgd door een relatief grote Griekse gemeenschap (237 personen; 25,82%) en een klein aantal Aroemenen (10 personen; 1,09%). De Grieken wonen vooral Vllaho-Psilloterë en Biovizhdë, maar ook in Zhepë en Draçovë; de Aroemenen wonen uitsluitend in Biovizhdë. Alle andere dorpen in Çarçovë hebben grotendeels een christelijk-Albanese meerderheid.
Van de 918 inwoners in 2011 waren er 120 tussen de 0 en 14 jaar oud, 536 inwoners waren tussen de 15 en 64 jaar oud en 262 inwoners waren 65 jaar of ouder.

### Religie
De grootste religie in Çarçovë was de Albanees-Orthodoxe Kerk: 645 van de 918 inwoners waren orthodox, oftewel 70% van de bevolking. De grootste minderheidsreligies waren de islam, met 116 aanhangers, oftewel 13% van de bevolking en de Katholieke Kerk met 38 inwoners, oftewel 4%.
| Plaats  | Bevolking (2011) | Islam (%)    | Katholiek (%) | Orthodox (%) | Bektashisme (%) |
| ------- | ---------------- | ------------ | ------------- | ------------ | --------------- |
| Çarçovë | 918              | 116 (12,64%) | 38 (4,14%)    | 645 (70,26%) | 11 (1,20%)      |

## Economie
Ongeveer driekwart van de beroepsbevolking verricht seizoenswerk, met name in de agrarische sector. Çarçovë heeft een van de hoogste armoedecijfers in Gjirokastër en omgeving.

## Nederzettingen
De gemeente Çarçovë bestaat uit de gelijknamige plaats Çarçovë, Vllaho-Psilloterë, Biovizhdë, Zhepë, Draçovë, Iliar-Munushtir, Strëmbec, Pëllumbar en Kanikol.